# جارود بانستر
جارود بانستر (بالإنجليزية: Jarrod Bannister)‏ هو منافس ألعاب قوى أسترالي، ولد في 3 أكتوبر 1984 في تاونسفيل في أستراليا، وتوفي في 8 فبراير 2018 في آيندهوفن في هولندا.

## وصلات خارجية
- جارود بانستر على موقع الاتحاد الدولي لألعاب القوى (الإنجليزية)
- جارود بانستر على موقع النتائج التاريخية لألعاب القوى الأسترالية (الإنجليزية)
- جارود بانستر على موقع الدوري الماسي (الإنجليزية)
- جارود بانستر على موقع اللجنة الأولمبية الدولية (الإنجليزية)
- جارود بانستر على موقع أوليمبيديا (الإنجليزية)
- جارود بانستر على موقع اللجنة الأولمبية الأسترالية (الإنجليزية)
- جارود بانستر على موقع اتحاد ألعاب الكومنولث (مؤرشف) (الإنجليزية)
- جارود بانستر على موقع دورة ألعاب الكومنولث 2006 (مؤرشف) (الإنجليزية)